# Hôtel Parus
L’hôtel Parus est un hôtel inachevé de 29 étages, situé dans la ville de Dnipro, dont la construction débutée en 1975, s'est arrêtée en 1989.

## Histoire de la construction

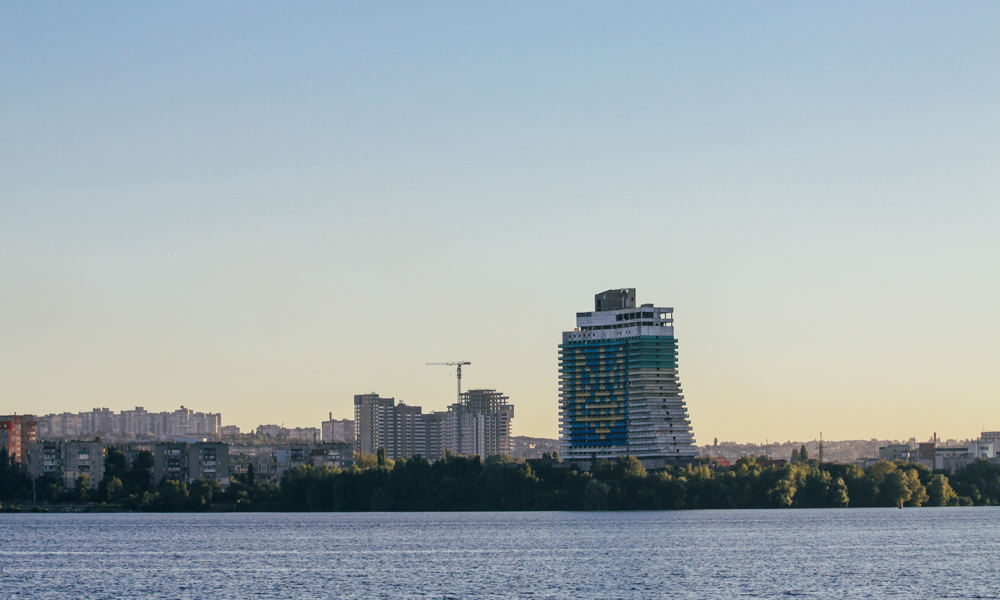
En 2017.

Au début des années 1970, le gouvernement soviétique a l'intention de construire un nouveau bâtiment symboliquement représentatif de Dnipropetrovsk. L'architecture gratte-ciel de l'hôtel devait représenter le pouvoir soviétique, la grandeur et la taille de l'État sur la rive du Dniepr.